# Список губернаторов Род-Айленда
Губернатор Род-Айленда (англ. Governor of Rhode Island) — глава исполнительной власти американского штата Род-Айленд и главнокомандующий вооружёнными силами штата. Нынешний губернатор — демократ Дэн Макки, занявший свою должность 2 марта 2021 года.

## История
Первый губернатор штата Род-Айленд, торговец и капитан Николас Кук, последний губернатор Колонии Род-Айленд и Провиденских плантаций, вступил в свою должность 7 ноября 1775 года. С тех пор в штате было 76 губернаторов, которые первоначально избирались на 1 год, с 1912 года на два года, а с 1994 года — на четыре года. В 1842 году, после восстания сторонников всеобщего избирательного права, была принята новая конституция Род-Айленда, которая значительно либерализовала требования к избирателям, предоставив право голоса всем коренным взрослым мужчинам независимо от расы, при условии уплаты подушного налога в размере 1 доллара, который шёл на поддержку государственных школ штата.
Джеймс Феннер 13 раз избирался на пост губернатора, в том числе 7 раз подряд с 1824 по 1830 годы, Уильям Грин — 8 раз подряд с 1778 по 1785, Арам Дж. Потье — 7 раз, в том числе 5 раз подряд с 1908 по 1912 годы, Уильям Джонс — 6 раз подряд с 1811 по 1816 годы. Демократы Деннис Джей Робертс и Дж. Джозеф Гаррахи четыре раза избирались губернаторами, проведя на этой должности в общей сложности 8 лет (1951—1959 и 1977—1985). Также по 8 лет были губернаторами республиканцы Линкольн Элмонд (1995—2003) и Дональд Карчьери (2003—2011), но они избирались по два раза каждый.
Демократ Джон У. Дэвис четыре раза занимал первое место на выборах, в 1887, 1889, 1890 и 1891 годах, но при этом губернатором штата избирался лишь дважды. До 1893 года конституция Род-Айленда требовала избрания большинством голосов избирателей пришедших на выборы; в случае если ни один кандидат не получил большинства, то губернатора выбирала Генеральная Ассамблея. Дважды, в 1889 и 1891 годах, Дэвис получил больше голосов избирателей, чем республиканец Герберт В. Лэдд, но проигрывал ему голосование в законодательном собрании штата. В конечном итоге эта ситуация была исправлена в ноябре 1893 года путём принятия X поправки к Конституции Род-Айленда, которая позволяла выбрать победителя относительным большинством голосов.
Первой женщиной, избранной губернатором Род-Айленда, стала юрист и венчурный капиталист Джина М. Раймондо из Демократической партии, победившая на выборах 2014 года. Первой женщиной-вице-губернатором штата была демократка Элизабет Робертс, ранее возглавлявшая комитет Сената Род-Айленда по здравоохранению и социальным услугам.

## Список губернаторов штата Род-Айленд
Политические партии
| Независимые | Аграрная партия | Демократы-республиканцы | Федералисты | Национал-республиканцы | Виги | Партия Род-Айленда | Народная партия | Партия закона и порядка | Демократы | Республиканцы |
| ----------- | --------------- | ----------------------- | ----------- | ---------------------- | ---- | ------------------ | --------------- | ----------------------- | --------- | ------------- |
| 3           | 3               | 4                       | 1           | 1                      | 4    | 1                  | 1               | 2                       | 22        | 32            |

| #  | Портрет                          | Губернатор                      | Срок полномочий      | Срок полномочий      | Срок полномочий | Партия                  | Вице-губернатор                                                                                              | Прим. |
| #  | Портрет                          | Губернатор                      | Вступил в должность  | Покинул должность    | Дни             | Партия                  | Вице-губернатор                                                                                              | Прим. |
| -- | -------------------------------- | ------------------------------- | -------------------- | -------------------- | --------------- | ----------------------- | --- | --- |
| 1  |                                  | Николас Кук                     | 7 ноября 1775 года   | 4 мая 1778 года      | 909             | Независимый             | Нет | Первый губернатор штата Род-Айленд. Ушёл в отставку устав от службы губернатором военного времени. |
| 2  |                                  | Уильям Грин                     | 4 мая 1778 года      | 3 мая 1786 года      | 2921            | Независимый             | Нет | Проиграл перевыборы. |
| 3  |                                  | Джон Коллинз                    | 3 мая 1786 года      | 5 мая 1790 года      | 1463            | Независимый             | Нет | |
| 4  |                                  | Артур Феннер                    | 5 мая 1790 года      | 15 октября 1805 года | 5641            | Аграрная партия         | Сэмюэл Дж. Поттер (1790—1799) Джордж Браун (1799—1800) Сэмюэл Дж. Поттер (1803—1804) Пол Мамфорд (1804—1805) | Умер |
| 5  |                                  | Генри Смит                      | 15 октября 1805 года | 7 мая 1806 года      | 204             | Аграрная партия         | Вакантна | Как лидер Сената Род-Айленда исполнял обязанности губернатора до окончания срока Феннера. |
| 6  |                                  | Айзек Вилбур                    | 7 мая 1806 года      | 6 мая 1807 года      | 364             | Аграрная партия         | Айзек Вилбур                                                                                                 | Так как выборы губернатора не выявили победителя, то Вилбур, избранный вице-губернатором, исполнял обязанности главы штата.                                                                                         |
| 7  |                                  | Джеймс Феннер                   | 6 мая 1807 года      | 1 мая 1811 года      | 1456            | Демократ-республиканец  | Констант Тэйбер (1807—1808) Саймон Мартин (1808—1810) Айзек Вилбур (1810–1811)                               | |
| 8  |                                  | Уильям Джонс                    | 1 мая 1811 года      | 7 мая 1817 года      | 2198            | Федералист              | Саймон Мартин (1811—1816) Джеремайя Тёрстон (1816—1817)                                                      | Не сумев переизбраться в седьмой раз, ушёл из общественной жизни. |
| 9  |                                  | Неемия Р. Найт                  | 7 мая 1817 года      | 2 мая 1821 года      | 1456            | Демократ-республиканец  | Эдвард Уилкокс                                                                                               | |
| 10 |                                  | Уильям Ч. Гиббс                 | 2 мая 1821 года      | 5 мая 1824 года      | 1099            | Демократ-республиканец  | Калеб Эрл | |
| 11 |                                  | Джеймс Феннер                   | 5 мая 1824 года      | 4 мая 1831 года      | 2555            | Демократ-республиканец  | Чарльз Коллинз                                                                                               | |
| 12 |                                  | Лэмюэль Арнольд                 | 4 мая 1831 года      | 1 мая 1833 года      | 728             | Национал-республиканец  | Чарльз Коллинз                                                                                               | |
| 13 |                                  | Джон Б. Фрэнсис                 | 1 мая 1833 года      | 2 мая 1838 года      | 1               | Демократ                | Джеффри Хазард (1833—1835) Джордж Энгс (1835—1836) Джеффри Хазард (1836—1837) Бенджамин Тёрстон (1837—1838)  | |
| 14 |                                  | Уильям Спрэг III                | 2 мая 1838 года      | 2 мая 1839 года      | 365             | Виг                     | Джозеф Чайлдс                                                                                                | |
| 15 |                                  | Сэмюэл У. Кинг                  | 2 мая 1839 года      | 2 мая 1843 года      | 1461            | Партия Род-Айленда      | Байрон Диман (1839—1842) Натаниэль Буллок (1842—1843)                                                        | Поскольку ни один кандидат не получил большинства голосов избирателей, Сэмюэл У. Кинг как старший сенатор исполнял обязанности губернатора с 1839 по 1840 год. Затем дважды избирался губернатором.                 |
| 16 |                                  | Томас У. Дорр                   | 1 мая 1842 года      | 23 января 1843 года  | 267             | Народная партия         | Вакантна | Был избран сторонниками всеобщего избирательного права, не получил официального признания и в конце концов был арестован в ходе восстания Дорра. Позднее власти штата включили его в свой список губернаторов.      |
| 17 |                                  | Джеймс Феннер                   | 2 мая 1843 года      | 6 мая 1845 года      | 735             | Партия закона и порядка | Байрон Диман                                                                                                 | Первый губернатор, избранный в соответствии с Конституцией Род-Айленда 1842 года. |
| 18 |                                  | Чарльз Джексон                  | 6 мая 1845 года      | 6 мая 1846 года      | 365             | Виг                     | Байрон Диман                                                                                                 | Проиграл перевыборы. |
| 19 |                                  | Байрон Диман                    | 6 мая 1846 года      | 4 мая 1847 года      | 363             | Партия закона и порядка | Элиша Харрис                                                                                                 | Не получил большинства голосов и был избран губернатором Генеральной ассамблеей штата. |
| 20 |                                  | Элиша Харрис                    | 4 мая 1847 года      | 1 мая 1849 года      | 728             | Виг                     | Эдвард Лоутон                                                                                                | |
| 21 |                                  | Генри Б. Энтони                 | 1 мая 1849 года      | 6 мая 1851 года      | 735             | Виг                     | Томас Уиппл                                                                                                  | Отказавшись баллотироваться на третий срок, вернулся к редакционной работе. |
| 22 |                                  | Филлип Аллен                    | 6 мая 1851 года      | 20 июля 1853 года    | 806             | Демократ                | Уильям Б. Лоуренс (1851—1852) Сэмюэл Г. Арнольд (1852—1853) Фрэнсис М. Димонд (1853)                         | Ушёл в отставку чтобы стать сенатором. |
| 23 |                                  | Фрэнсис М. Димонд               | 20 июля 1853 года    | 2 мая 1854 года      | 286             | Демократ                | Вакантна | Как вице-губернатор исполнял обязанности губернатора до окончания срока Уильяма Б. Лоуренса. Проиграл выборы. |
| 24 |                                  | Уильям У. Хоппин                | 2 мая 1854 года      | 26 мая 1857 года     | 1120            | Виг                     | Джон Дж. Рейнольдс (1854—1855) Андерсон Роуз (1855—1856) Николас Браун III (1856—1857)                       | |
| 25 |                                  | Элиша Дайер-ст.                 | 26 мая 1857 года     | 31 мая 1859 года     | 735             | Республиканец           | Томас Г. Тёрнер                                                                                              | Первый республиканец, избранный губернатором Род-Айленда. |
| 26 |                                  | Томас Г. Тёрнер                 | 31 мая 1859 года     | 29 мая 1860 года     | 364             | Республиканец           | Айзек Сондерс                                                                                                | |
| 27 |                                  | Уильям Спрэг IV                 | 29 мая 1860 года     | 3 марта 1863 года    | 1008            | Республиканец           | Джей Рассел Буллок (1860—1862) Сэмюэл Г. Арнольд (1862—1863)                                                 | Подал в отставку из-за избрания в Сенат США. |
| 28 |                                  | Уильям К. Коззенс               | 3 марта 1863 года    | 26 мая 1863 года     | 84              | Демократ                | Вакантна | Как президент Сената штата исполнял обязанности губернатора Род-Айленда до окончания срока Уильяма Спрэга. Проиграл выборы.                                                                                         |
| 29 |                                  | Джеймс Я. Смит                  | 26 мая 1863 года     | 29 мая 1865 года     | 1099            | Республиканец           | Сет Паделфорд (1863—1865) Дункан Пелл (1865—1866)                                                            | Дважды переизбирался, но отказался баллотироваться на четвёртый срок. |
| 30 |                                  | Эмброуз Бернсайд                | 29 мая 1866 года     | 25 мая 1869 года     | 1092            | Республиканец           | | |
| 31 |                                  | Сет Паделфорд                   | 25 мая 1869 года     | 27 мая 1873 года     | 1463            | Республиканец           | Пардон Стивенс (1869—1872) Чарльз Катлер (1866—1868)                                                         | Отбыв четыре срока, ушёл в отставку. |
| 32 |                                  | Генри Говард                    | 27 мая 1873 года     | 25 мая 1875 года     | 728             | Республиканец           | Чарльз К. Ван Зандт                                                                                          | Отказался баллотироваться на третий срок. |
| 33 |                                  | Генри Липпитт                   | 25 мая 1875 года     | 29 мая 1877 года     | 735             | Республиканец           | Генри Т. Сиссон                                                                                              | |
| 34 |                                  | Чарльз К. Ван Зандт             | 29 мая 1877 года     | 25 мая 1880 года     | 1092            | Республиканец           | Говард К. Альберт                                                                                            | |
| 35 |                                  | Альфред Г. Литлфилд             | 25 мая 1880 года     | 29 мая 1883 года     | 1099            | Республиканец           | Генри Фэй | Уйдя с поста губернатора, вернулся в бизнес. |
| 36 |                                  | Огастес О. Борн                 | 29 мая 1883 года     | 26 мая 1885 года     | 728             | Республиканец           | Оскар Рэтбан                                                                                                 | |
| 37 |                                  | Джордж П. Ветмор                | 26 мая 1885 года     | 29 мая 1887 года     | 733             | Республиканец           | Люсиус Б. Дарлинг                                                                                            | Проиграл, баллотируясь на третий срок. |
| 38 |                                  | Джон У. Дэвис                   | 29 мая 1887 года     | 29 мая 1888 года     | 366             | Демократ                | Сэмюэл Р. Хани                                                                                               | Проиграл перевыборы. |
| 39 |                                  | Сэмюэл У. Хейл                  | 29 мая 1888 года     | 28 мая 1889 года     | 364             | Республиканец           | Роял Ч. Тафт                                                                                                 | По окончании срока ушёл из политики |
| 40 |                                  | Герберт В. Лэдд                 | 28 мая 1889 года     | 27 мая 1890 года     | 364             | Республиканец           | Инос Лэпем                                                                                                   | Так как ни один из кандидатов не получил абсолютного большинства, губернатора выбрала Генеральная Ассамблея. Проиграл перевыборы.                                                                                   |
| 41 |                                  | Джон У. Дэвис                   | 27 мая 1890 года     | 26 мая 1891 года     | 364             | Демократ                | Уильям Т. Ч. Уордвел                                                                                         | |
| 42 |                                  | Герберт В. Лэдд                 | 26 мая 1891 года     | 31 мая 1892 года     | 371             | Республиканец           | Генри О. Стернс                                                                                              | |
| 43 |                                  | Д. Рассел Браун                 | 31 мая 1892 года     | 29 мая 1895 года     | 1093            | Республиканец           | Мелвилл Булл (1892—1894) Эдвин Р. Аллен (1894—1895)                                                          | Трижды избирался губернатором, в том числе один раз Генеральной Ассамблеей (1893). |
| 44 |                                  | Чарльз У. Липпит                | 29 мая 1895 года     | 25 мая 1897 года     | 727             | Республиканец           | Эдвин Р. Аллен                                                                                               | |
| 45 |                                  | Элиша Дайер-мл.                 | 25 мая 1897 года     | 29 мая 1900 года     | 1099            | Республиканец           | Арам Дж. Потье (1897—1898) Уильям Грегори (1898—1900)                                                        | |
| 46 |                                  | Уильям Грегори                  | 29 мая 1900 года     | 16 декабря 1901 года | 566             | Республиканец           | Чарльз Д. Кимбалл                                                                                            | Умер |
| 47 |                                  | Чарльз Д. Кимбалл               | 16 декабря 1901 года | 3 января 1903 года   | 383             | Республиканец           | Вакантна | Как вице-губернатор исполнял обязанности губернатора до окончания срока У. Грегори. Проиграл выборы. |
| 47 | Джордж Л. Шепли                  | Чарльз Д. Кимбалл               | 16 декабря 1901 года | 3 января 1903 года   | 383             | Республиканец           | | Как вице-губернатор исполнял обязанности губернатора до окончания срока У. Грегори. Проиграл выборы. |
| 48 |                                  | Люсиус Ф. К. Гарвин             | 3 января 1903 года   | 3 января 1905 года   | 731             | Демократ                | Аделяр Аршамбо (1901—1902)                                                                                   | Проиграл выборы на 3-й срок. |
| 48 | Джордж Г. Аттер (1902—1903)      | Люсиус Ф. К. Гарвин             | 3 января 1903 года   | 3 января 1905 года   | 731             | Демократ                | | Проиграл выборы на 3-й срок. |
| 49 |                                  | Джордж Г. Аттер                 | 3 января 1905 года   | 1 января 1907 года   | 728             | Республиканец           | Фредерик Джексон                                                                                             | |
| 50 |                                  | Джеймс Г. Хиггинс               | 1 января 1907 года   | 5 января 1909 года   | 735             | Демократ                | Фредерик Джексон (1907—1908) Джордж Г. Аттер (1908—1909)                                                     | Самый молодой губернатор Род-Айленда и первый католик, возглавивший этот штат. Отказался баллотироваться на третий срок.                                                                                            |
| 51 |                                  | Арам Дж. Потье                  | 5 января 1909 года   | 5 января 1915 года   | 2191            | Республиканец           | Артур В. Деннис (1909—1910) Зенас У. Блисс (1910—1913) Розуэлл Бурхард (1913—1915)                           | Первый губернатор Род-Айленда франко-канадского происхождения. |
| 52 |                                  | Роберт Л. Бекман                | 5 января 1915 года   | 4 января 1921 года   | 2191            | Республиканец           | Эмери Дж. Сан-Суси                                                                                           | |
| 53 |                                  | Эмери Дж. Сан-Суси              | 4 января 1921 года   | 2 января 1923 года   | 728             | Республиканец           | Гарольд Гросс                                                                                                | Первый губернатор, в избрании которого участвовали женщины. Не был выдвинут на 2-й срок, потеряв поддержку внутри партии.                                                                                           |
| 54 |                                  | Уильям С. Флинн                 | 2 января 1923 года   | 6 января 1925 года   | 735             | Демократ                | Феликс Тупен                                                                                                 | |
| 55 |                                  | Арам Дж. Потье                  | 6 января 1925 года   | 4 февраля 1928 года  | 1124            | Республиканец           | Натаниэль Смит (1925—1927) Норман С. Кейс (1927—1928)                                                        | Умер. |
| 56 |                                  | Норман С. Кейс                  | 4 февраля 1928 года  | 3 января 1933 года   | 1795            | Республиканец           | Вакантна | Как вице-губернатор исполнял обязанности губернатора до окончания срока А. Потье, затем дважды избирался, проиграв на третий раз.                                                                                   |
| 56 | Джеймс Г. Коннолли (1929—1933)   | Норман С. Кейс                  | 4 февраля 1928 года  | 3 января 1933 года   | 1795            | Республиканец           | | Как вице-губернатор исполнял обязанности губернатора до окончания срока А. Потье, затем дважды избирался, проиграв на третий раз.                                                                                   |
| 57 |                                  | Теодор Ф. Грин                  | 3 января 1933 года   | 5 января 1937 года   | 1463            | Демократ                | Роберт Э. Куинн                                                                                              | Отказался баллотироваться на третий срок чтобы занять место в Сенате США. |
| 58 |                                  | Роберт Э. Куинн                 | 5 января 1937 года   | 3 января 1939 года   | 728             | Демократ                | Рэймонд Джордан                                                                                              | Проиграл перевыборы. |
| 59 |                                  | Уильям Генри Вандербильт III    | 3 января 1939 года   | 7 января 1941 года   | 735             | Республиканец           | Джеймс О. Макманус                                                                                           | Проиграл перевыборы. |
| 60 |                                  | Джей Говард Макграт             | 7 января 1941 года   | 6 октября 1945 года  | 1733            | Демократ                | Луис Каппелли (1941—1944) Джон Пасторе (1945)                                                                | Ушёл в отставку, чтобы стать Генеральным солиситором США. |
| 61 |                                  | Джон Пасторе                    | 6 октября 1945 года  | 19 декабря 1950 года | 1900            | Демократ                | Джон С. Маккирнан                                                                                            | Как вице-губернатор исполнял обязанности губернатора до окончания срока Д. Макграта, затем дважды избирался. Ушёл в отставку, чтобы занять место в Сенате США.                                                      |
| 62 |                                  | Джон С. Маккирнан               | 19 декабря 1950 года | 2 января 1951 года   | 14              | Демократ                | Вакантна | Как вице-губернатор исполнял обязанности губернатора до окончания срока Д. Пасторе. |
| 63 |                                  | Деннис Джей Робертс             | 2 января 1951 года   | 6 января 1959 года   | 2926            | Демократ                | Джон С. Маккирнан (1951—1957) Арманд Х. Коте (1957—1959)                                                     | |
| 64 |                                  | Кристофер Дель Сесто            | 6 января 1959 года   | 3 января 1961 года   | 728             | Республиканец           | Джон Э. Нотте-мл.                                                                                            | В течение первого года пребывания в должности установил рекорд, наложив вето на 98 законодательных актов, принятых законодательным собранием штата, контролируемым демократами. Проиграл перевыборы.                |
| 65 |                                  | Джон Э. Нотте-мл. (1909—1983)   | 3 января 1961 года   | 1 января 1963 года   | 728             | Демократ                | Эдвард П. Гэллогли                                                                                           | Проиграл перевыборы |
| 66 |                                  | Джон Чейфи (1922—1999)          | 1 января 1963 года   | 7 января 1969 года   | 2198            | Республиканец           | Эдвард П. Гэллогли (1963—1965)                                                                               | Дважды переизбирался, потерпев поражение в четвёртый раз. |
| 66 | Джованни Фолкарелли (1965—1967)  | Джон Чейфи (1922—1999)          | 1 января 1963 года   | 7 января 1969 года   | 2198            | Республиканец           | | Дважды переизбирался, потерпев поражение в четвёртый раз. |
| 66 | Джозеф О’Доннелл-мл. (1967—1969) | Джон Чейфи (1922—1999)          | 1 января 1963 года   | 7 января 1969 года   | 2198            | Республиканец           | | Дважды переизбирался, потерпев поражение в четвёртый раз. |
| 67 |                                  | Фрэнк Р. Лихт (1916—1987)       | 7 января 1969 года   | 2 января 1973 года   | 1460            | Демократ                | Джей Джозеф Гаррахи                                                                                          | Первый еврей, избранный губернатором штата Род-Айленд. Отказался баллотироваться на третий срок из-за непопулярности, вызванной введением налога с продаж.                                                          |
| 68 |                                  | Филип У. Ноэль (род. 1931)      | 2 января 1973 года   | 4 января 1977 года   | 1464            | Демократ                | Джей Джозеф Гаррахи                                                                                          | Отказался переизбираться, чтобы баллотироваться в Сенат США. |
| 69 |                                  | Джей Джозеф Гаррахи (1930—2012) | 4 января 1977 года   | 1 января 1985 года   | 2919            | Демократ                | Томас Р. Дилуглио                                                                                            | Отказался баллотироваться на пятый срок. |
| 70 |                                  | Эдвард Д. Дипрете (1934—2025)   | 1 января 1985 года   | 1 января 1991 года   | 2191            | Республиканец           | Ричард Лихт (1985—1989) Роджер Н. Бегин (1989—1991)                                                          | Проиграл выборы на четвёртый срок. В 1998 году признал себя виновным по обвинению во взяточничестве, вымогательстве и рэкете во время своего губернаторства.                                                        |
| 71 |                                  | Брюс Сандлан (1920—2011)        | 1 января 1991 года   | 3 января 1995 года   | 1463            | Демократ                | Роджер Н. Бегин (1991—1991) Роберт Вейган (1993—1995)                                                        | После двух подряд побед на выборах, проиграл праймериз. |
| 72 |                                  | Линкольн Элмонд (1936—2023)     | 3 января 1995 года   | 7 января 2003 года   | 2926            | Республиканец           | Роберт Вейган (1995—1997)                                                                                    | Первый губернатор Род-Айленда, избранный на четырёхлетний срок. |
| 72 | Бернард Джеквони (1997—1999)     | Линкольн Элмонд (1936—2023)     | 3 января 1995 года   | 7 января 2003 года   | 2926            | Республиканец           | | Первый губернатор Род-Айленда, избранный на четырёхлетний срок. |
| 72 | Чарльз Фогарти (1999—2003)       | Линкольн Элмонд (1936—2023)     | 3 января 1995 года   | 7 января 2003 года   | 2926            | Республиканец           | | Первый губернатор Род-Айленда, избранный на четырёхлетний срок. |
| 73 |                                  | Дональд Карчьери (род. 1942)    | 7 января 2003 года   | 4 января 2011 года   | 2919            | Республиканец           | Чарльз Фогарти (2003—2007) Элизабет Робертс (2007—2011)                                                      | |
| 74 |                                  | Линкольн Чейфи (род. 1953)      | 4 января 2011 года   | 6 января 2015 года   | 1463            | Демократ                | Элизабет Робертс (2011—2015)                                                                                 | Сын 66-го губернатора Джона Чейфи. Был республиканцом, на пост губернатора избран как независимый. 30 мая 2013 года, находясь у власти, перешёл в Демократическую партию. Отказался баллотироваться на второй срок. |
| 75 |                                  | Джина Раймондо (род. 1971)      | 6 января 2015 года   | 23 января 2021 года  | 2247            | Демократ                | Дэниел Макки                                                                                                 | Первая женщина, избранная губернатором Род-Айленда. Ушла в отставку, чтобы стать министром торговли США |
| 76 |                                  | Дэниел Макки (род. 1951)        | 2 марта 2021 года    | Действующий          | 1624            | Демократ                | Сабина Матос                                                                                                 | Как вице-губернатор исполнял обязанности губернатора до окончания срока Д. Раймондо. Победил на выборах 2022 года.                                                                                                  |